# Schienenzeppelin
De Schienenzeppelin of Spoorzeppelin was een experimenteel treinstel dat uiterlijk op een zeppelin-luchtschip leek. Hij werd ontworpen en ontwikkeld in 1929 door de Duitse vliegtuigingenieur Franz Kruckenberg. De voortstuwing gebeurde door middel van een propeller, die aan de achterkant lag, het deed het treinstel versnellen tot 230,2 km/h en plaatste daarmee het landsnelheidsrecord voor een spoorvoertuig aangedreven door benzine. Er werd slechts één exemplaar gebouwd, dat wegens veiligheidsoverwegingen buiten dienst bleef en in 1939 uiteindelijk werd ontmanteld.

## Geschiedenis
Net als de oudere Aerowagon, een experimentele Russische spoorwagen met hoge snelheid, was ook de spoorzeppelin uitgerust met een vliegtuigmotor en een propeller.
Het treinstel werd gebouwd begin 1930 in de Hannover-Leinhausen fabriek van het bedrijf Duitse Keizerlijke Spoorwegen "Deutsche Reichsbahn". De productie werd voltooid tegen de herfst van hetzelfde jaar. Het voertuig was 25,85 meter lang en had slechts twee assen, met een wielbasis van 19,6 meter. De hoogte was 2,8 meter. In de oorspronkelijk uitvoering, had hij twee aaneengesloten BMW VI 6-cilinder benzine vliegtuigmotoren (later één BMW VI 12-cilinder van 600 paardenkracht (450 kW)), die een vierbladige (later tweebladige) vaste-spoedpropeller aandreef. De aandrijfas werd 7 graden boven het horizontale vlak verhoogd om het voertuig wat neerwaartse stuwkracht te geven. De carrosserie van de Spoorzeppelin was gestroomlijnd, met enige gelijkenis met de populaire Zeppelin-luchtschepen uit de tijd en hij werd uit aluminium vervaardigd in vliegtuigstijl om gewicht te verminderen. Het treinstel kon 40 personen vervoeren; zijn interieur was spartaans en ontworpen in Bauhaus-stijl.
Op 10 mei 1931 overschreed de Spoorzeppelin voor de eerste keer een snelheid van 200 km/h. Naderhand werd hij vertoond aan het grote publiek doorheen Duitsland. Op 21 juni 1931 plaatste hij een nieuw spoorwegsnelheidswereldrecord van 230,2 km/h op de Spoorlijn Berlijn - Hamburg tussen Karstädt en Dergenthin, dat door geen enkel andere spoorvoertuig werd overschreden tot 1954. De spoorwagen houdt nog steeds het landsnelheidsrecord voor een op benzine aangedreven spoorvoertuig. Deze hoge snelheid werd onder andere toegeschreven aan zijn laag gewicht dat slechts 20,3 ton bedroeg.

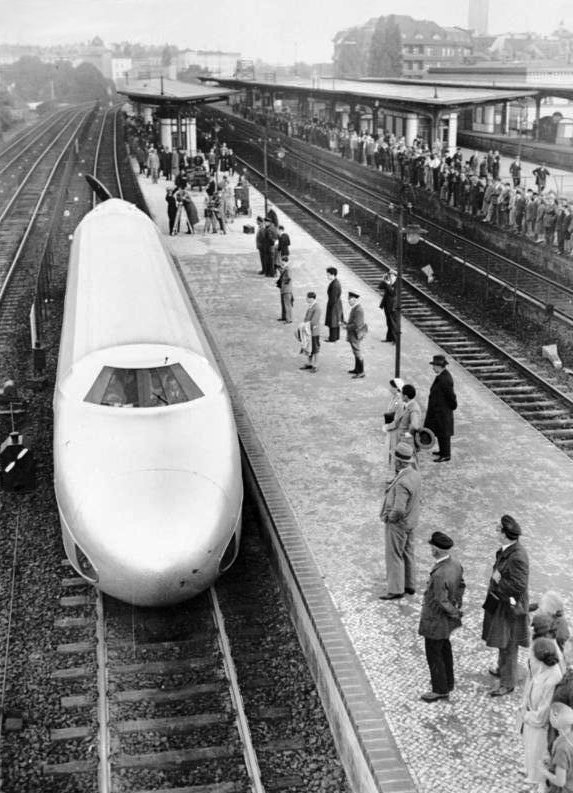
Voorzijde van de Spoorzeppelin in zijn originele vorm; in Berlijn op de ochtend van de recordbrekende race op 21 juni 1931.

In 1932 begon Kruckensberg aan een nieuw project met de spoorwagen dat aanzienlijke wijzigingen omvatte. Hij werd direct achter de voorste wielen doorgesneden en kreeg een volledig nieuwe voorzijde met een dubbelassig draaistel lijkend op het later treinstel 137 155. De enkele achteras bleef zoals ze was. De wijzigingen waren voltooid tegen november 1932. De vliegtuigmotor werd nog steeds gebruikt; maar de krachttransmissie was hydraulisch door twee Föttinger fluïdumaandrijvingen voor beide rijrichtingen, gekoppeld aan het voorste draaistel. Een puntige stroomlijnkap werd aangebracht in plaats van de propeller. Deze veranderingen betekenden dat de eerdere 1-1 wielregeling werd vervangen door B-1, waarbij de vooras vervangen werd door een aangedreven draaistel. Begin 1933 bereikte deze versie van het voertuig 180 km/h.
Vanwege vele problemen met het prototype van de Spoorzeppelin besloot de Duitse Reichsbahn-Gesellschaft zijn eigen weg te gaan in de ontwikkeling van een treinstel met hoge snelheid, wat in 1933 leidde tot de Fliegende Hamburger (Vliegende Hamburger). Dit nieuw ontwerp was geschikt voor regelmatige dienstverlening en diende ook als de basis voor latere ontwikkelingen van treinstellen. Maar vele van de ideeën van Kruckenberg, gebaseerd op de proefnemingen met de Spoorzeppelin en spoorverkeer aan hoge snelheid vonden hun weg in de ontwerpen van de latere DRG-treinstellen.
Bij het begin van 1934 werd de Spoorzeppelin voor de laatste keer omgebouwd en er werd een Maybach GO 5 motor aangebracht. In juli 1934 werd hij verkocht aan de Deutsche Reichsbahn (Duitse Keizerlijke Spoorweg) voor 10.000 rijksmark. Vijf jaar later, in 1939 werd de Spoorzeppelin uiteindelijk ontmanteld omdat zijn materiaal nodig was voor het Duitse leger.

## Kritiek
De mislukking van de Spoorzeppelin is toegeschreven aan meerdere oorzaken, onder andere:
- de gevaren van het gebruik van een open propeller in drukke spoorwegstations [2]
- de felle concurrentie tussen de afzonderlijke inspanningen van het bedrijf van Kruckenberg en de Deutsche Reichsbahn om een treinstel met hoge snelheid te bouwen.
- Bekommernissen om de veiligheid in verband met hogesnelheidstreinstellen aan hoge snelheid op oude spoornetwerken [2]
- Een nadeel van de Spoorzeppelin was de ingebouwde moeilijkheid om extra wagons te trekken om een trein te vormen, omwille van zijn constructie.[2]
- Het voertuig kon zijn propeller niet gebruiken om steile hellingen op te klimmen, omdat de luchtstroom loslaat bij volle kracht (de stuwkracht verdwijnt door wervelingen). Dus was een aanvullend middel om voort te stuwen nodig voor dergelijke omstandigheden.

## Modeltreinen

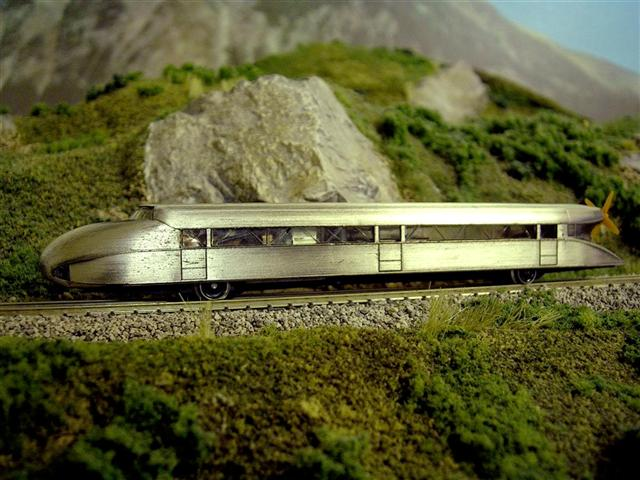
Een model van de Spoorzeppelin in Z-schaal van het bedrijf Märklin

Verschillende versies van de Spoorzeppelin zijn door de Duitse modeltreinenfabrikant Märklin gemaakt op schaal Z, H0, O en 1. Een versie, trouw aan het origineel, is het model op Z-schaal, gemaakt in een beperkte oplage in 1982 om de tiende verjaardag van de Z-schaal te vieren.
Kato/Hobbytrain maakte in 2005 een versie op schaal N van de Spoorzeppelin, met daarbij een dvd in 576i-formaat met origineel beeldmateriaal van het prototype van de trein.